# Gisella Monaldi
Gisella Monaldi (Torino, 4 marzo 1913 – Roma, 23 maggio 1984) è stata un'attrice italiana.

## Biografia
Nasce a Torino, mentre i genitori, gli attori Gastone Monaldi e Fernanda Battiferri, si trovavano nel capoluogo piemontese durante una tournée teatrale. In seguito avrà modo di debuttare in palcoscenico ancora bambina.
Inizia così la sua carriera di attrice teatrale recitando prevalentemente in ruoli brillanti e comici, per poi essere scritturata da Renato Castellani, per la parte di Tosca nel film Sotto il sole di Roma. Contemporaneamente lavora davanti ai microfoni della Rai, in programmi locali regionali come Radio Campidoglio (1946-1952) e Campo de' Fiori, scritti e diretti da Giovanni Gigliozzi, dove interpreta il personaggio della Sora Tuta, che la renderà famosa presso gli ascoltatori di Roma e del Lazio.

## Filmografia
- Sotto il sole di Roma, regia di Renato Castellani (1948)
- Bellissima, regia di Luchino Visconti (1951)
- Core 'ngrato, regia di Guido Brignone (1951)
- Era lui, si, si!, regia di Vittorio Metz e Marcello Marchesi (1951)
- L'eterna catena, regia di Anton Giulio Majano (1951)
- Il microfono è vostro, regia di Giuseppe Bennati (1951)
- Sette ore di guai, regia di Vittorio Metz e Marcello Marchesi (1951)
- Stasera sciopero, regia di Mario Bonnard (1951)
- Il sogno di Zorro, regia di Mario Soldati (1952)
- Agenzia matrimoniale, regia di Giorgio Pàstina (1952)
- Viale della speranza, regia di Dino Risi (1952)
- La domenica della buona gente, regia di Anton Giulio Majano (1953)
- Una madre ritorna, regia di Roberto Bianchi Montero (1953)
- Nessuno ha tradito, regia di Roberto Bianchi Montero (1954)
- Viva il cinema!, regia di Giorgio Baldaccini ed Enzo Trapani (1954)
- Canzoni di tutta Italia, regia di Domenico Paolella (1955)
- Disperato addio, regia di Lionello De Felice (1955)
- Il campanile d'oro, regia di Giorgio Simonelli (1955)
- La ragazza di Via Veneto, regia di Marino Girolami (1955)
- Racconti romani, regia di Gianni Franciolini (1955)
- Totò lascia o raddoppia?, regia di Camillo Mastrocinque (1956)
- La ragazza del Palio, regia di Luigi Zampa (1957)
- Il segno di Zorro, regia di Mario Caiano (1963)
- Professionisti per un massacro, regia di Nando Cicero (1967)

## Varietà radiofonici Rai

I componenti della trasmissione Radio Campidoglio ricevuti dal sindaco di Roma Salvatore Rebecchini, da sinistra Italo Carelli, Angeletti, Picone Stella, Mario Marcucci, Sergio D'Alba, Dora Paci, Marcello Modugno, Gisella Monaldi, Fiorenzo Fiorentini, Sergio Fantoni, il sindaco Rebecchini, Mario Besi, Checco Durante, Giovanni Gigliozzi, Valerio Degli Abbati, 1951

- Campidoglio, settimanale domenicale di vita romana, trasmissione locale di Roma e del Lazio, dal 1945, poi sostituita nel 1956 da una trasmissione simile Campo de' Fiori, realizzate da Giovanni Gigliozzi sino al 1974. Monaldi (la sora Tuta) fu una delle attrici più presenti nel programma.
- Galleria del sorriso, Mimì la candida, con Gisella Monaldi, trasmessa il 4 novembre 1953

## Prosa televisiva Rai
- Jane Eyre, sceneggiato televisivo, 1957.
- Un paese che legge, episodio di Aprite: polizia!, regia di Daniele D'Anza (1958)
- Un cortile, commedia di Fausto Maria Martini, regia di Guglielmo Morandi, trasmessa il 17 gennaio 1961.